# Sinclair Armstrong
Pour les articles homonymes, voir Armstrong.
Sinclair Armstrong, né le 22 juin 2003 à Dublin en Irlande, est un footballeur international irlandais qui évolue au poste d'avant-centre à Bristol City.

## Biographie

### En club
Né à Dublin en Irlande, Sinclair Armstrong est formé par le Shamrock Rovers avant de poursuivre sa formation en Angleterre avec le club de Queens Park Rangers. Le 18 octobre 2021 il rejoint le Torquay United sous la forme d'un prêt d'une saison. Il impressionne durant son prêt, ce qui attire l'intérêt de Manchester City notamment.
Le 12 avril 2022, Armstrong est de nouveau prêté, cette fois-ci à Aldershot Town.
Le 11 juillet 2022, Armstrong prolonge son contrat avec QPR, il est alors lié au club jusqu'en juin 2024.
Armstrong inscrit son premier but pour les Queens Park Rangers le 12 août 2023, lors d'une rencontre de championnat face à Cardiff City. Titulaire, il ouvre le score avant de délivrer une passe décisive, permettant ainsi à son équipe de s'imposer (1-2 score final),.
Le 19 juillet 2024, Sinclair Armstrong signe en faveur de Bristol City pour un contrat de quatre ans, soit jusqu'en juin 2028,.

### En sélection
Sinclair Armstrong représente l'équipe d'Irlande des moins de 17 ans. Il joue un total de trois matchs, tous en 2019 et marque un but.
En septembre 2023, Sinclair Armstrong est appelé pour la première fois avec l'équipe nationale d'Irlande par le sélectionneur Stephen Kenny. Il honore ainsi sa première sélection à l'occasion d'un match contre les Pays-Bas le 10 septembre 2023. Il entre en jeu lors de cette rencontre perdue par son équipe (1-2 score final).